# Leonard Pennario
Leonard Pennario (ur. 9 lipca 1924 w Buffalo w stanie Nowy Jork, zm. 27 lipca 2008 w La Jolla w stanie Kalifornia) – amerykański pianista.

## Życiorys
Studiował w Los Angeles High School of Music i na University of Southern California, do grona jego nauczycieli należeli Guy Maier, Isabelle Vengerova, Olga Steeb, Ernst Toch i Vittorio Giannini. Debiutował w 1936 roku z Dallas Symphony Orchesta, wykonując Koncert fortepianowy a-moll Edvarda Griega. Podczas II wojny światowej służył w US Army. W 1943 roku wystąpił po raz pierwszy w nowojorskiej Carnegie Hall, grając I Koncert fortepianowy Es-dur Ferenca Liszta pod batutą Artura Rodzińskiego. W 1952 roku wystąpił w Londynie, rozpoczynając wieloletnie występy na scenach europejskich i amerykańskich. Grał także w programach radiowych i telewizyjnych. Występował w trio z Jaschą Heifetzem i Grigorijem Piatigorskim. W 1966 roku wykonał z Los Angeles Symphony Orchestra pod batutą Zubina Mehty dedykowany mu Koncert fortepianowy Miklósa Rózsy.
Dokonał ponad 60 nagrań płytowych, głównie dla wytwórni Angel Records i RCA Victor. Nagrał m.in. wszystkie koncerty fortepianowe Siergieja Rachmaninowa.